# Le Roman d'un tricheur
Pour plus de détails, voir Fiche technique et Distribution.
Le Roman d'un tricheur est un film français réalisé par Sacha Guitry, sorti en 1936, adaptation du roman de Guitry, Mémoires d'un tricheur.

## Synopsis
Assis à la terrasse d'un café, un homme rédige ses mémoires : il raconte comment son destin fut définitivement scellé lorsque, à l'âge de douze ans, parce qu'il avait volé dans le tiroir-caisse de l'épicerie familiale pour s'acheter des billes, il fut privé de dîner. Le soir même, toute sa famille meurt empoisonnée en mangeant un plat de champignons. Seul dans la vie et ayant ainsi constaté l'inutilité d'être honnête, il n'aura par la suite qu’une seule ambition, devenir riche. Voyant dans sa survie un signe du destin, il choisit de parvenir à ses fins en devenant tricheur et voleur professionnel.

## Fiche technique
- Titre : Le Roman d'un tricheur
- Réalisation : Sacha Guitry, assisté de Pauline Carton (aussi script-girl)
- Scénario et dialogues : Sacha Guitry
- Décors : Maurice Guerbe, Henri Ménessier et Mailleray (décors de plateau)
- Photographie : Marcel Lucien, assisté par Raymond Clunie
- Son : Paul Duvergé
- Montage : Myriam
- Musique : Adolphe Borchard
  - Orchestre des Concerts Pasdeloup, avec le concours de Ginette Martenot
  - Chef d'orchestre : Georges Derveaux
- Directeur de production : Serge Sandberg
- Société de production : Cinéas
- Société de distribution : Films Sonores Tobis (France / exploitation d'origine), Télédis (ressortie), Gaumont Columbia Tristar (France / ressortie)
- Pays de production :  France
- Langue originale : français
- Tournage : fin juin à début juillet 1936 sur la Côte d'Azur (studios de Saint-Laurent-du-Var[1])
- Format : Noir et blanc — 35 mm — 1,37:1 — Son : Mono (Western Electric Noiseless Recording)
- Genre : Comédie
- Durée : 77 minutes (1 h 17)
- Dates de sortie : 
  - France : 18 septembre 1936
  - Allemagne : 18 janvier 1938
  - États-Unis : 26 septembre 1938

## Distribution
- Sacha Guitry : le tricheur
- Jacqueline Delubac : Henriette, la femme du tricheur
- Marguerite Moreno : la comtesse Beauchamp du Bourg de Catinaxe
- Pauline Carton : Madame Morlot la cousine
- Rosine Deréan : la voleuse professionnelle
- Fréhel : la rouquine, chanteuse du beuglant
- Elmire Vautier : la comtesse Beauchamp (jeune)
- Serge Grave : le tricheur (petit garçon)
- Pierre Assy : le tricheur (jeune homme)
- Roger Duchesne : Serge Abramitch
- Henri Pfeifer : M. Charbonnier
- Pierre Labry : Maître Morlot, le notaire et cousin
- Gaston Dupray : le garçon de café
- Adolphe Borchard : le pianiste du beuglant
- Fernand Trignol : le curé
- Roger Royer : un joueur

## À noter
- Le Roman d'un tricheur fait partie des cent films les plus importants du cinéma, choisis par une sélection de 78 spécialistes, en grande majorité français, réunis en 2008 par Claude-Jean Philippe[2].
- Novateur, Sacha Guitry utilise ici de façon quasi constante la voix off, principe qui consiste à voir une scène commentée par un comédien qui n'apparaît pas à l'écran. En fait, presque tout le film n'est qu'en voix off, Sacha Guitry jouant lui-même la voix de tous les personnages.
- La sortie du film, aujourd'hui considérée comme une date phare de l'histoire du cinéma[3],[2],[4], a suscité des critiques assez mitigées à l'époque, le 19 septembre 1936 : ce « film un peu long et paradoxal » pour le Cinéopse, est, selon Lucie Derain, dans La Cinématographie française « conçu et composé comme un film muet, avec des trouvailles techniques très jolies et fort bien mises en place. » Gaston Modot, dans Ciné Liberté écrit : « Le Roman d'un tricheur, qui s'avère nul, par la suite, est long à se déclencher. » Ce n'est que plus tard que le film de Guitry est pleinement reconnu, considéré comme un chef-d'œuvre par Orson Welles ou François Truffaut, et qu'il est salué par les cinéastes de la Nouvelle Vague.
- Orson Welles affirme s'être inspiré, pour la réalisation de Citizen Kane, du Roman d'un tricheur quant à certains effets stylistiques (flashbacks, fondus, caméra subjective, voix off, etc.).
- Le roman Mémoires d'un tricheur a, par la suite, été adapté au théâtre et interprété par Francis Huster en 2005.